# Axoa

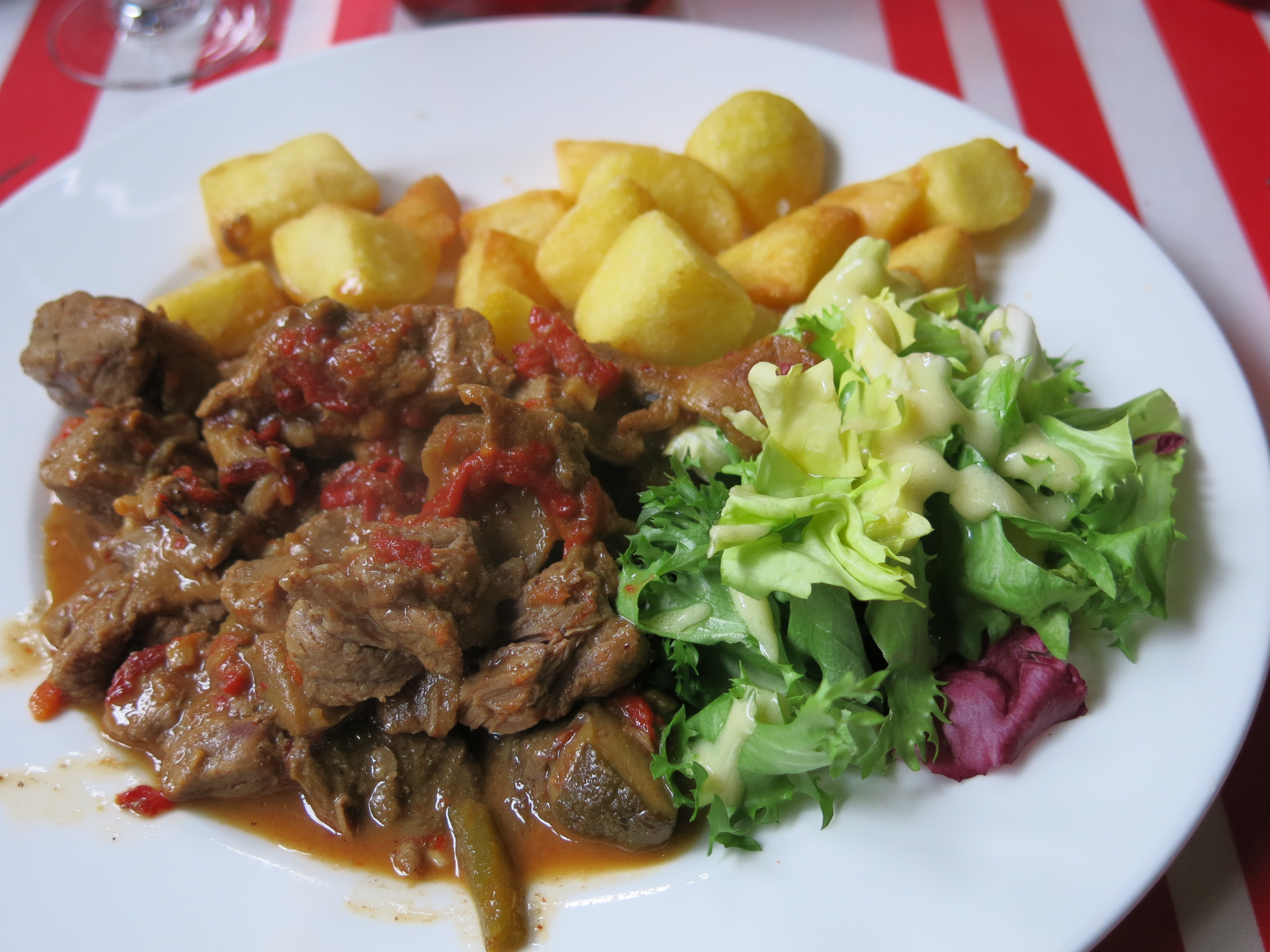
Un axoa découpé.

L'axoa (prononcer [a.ʃo.a] / achoa, voir l'alphabet basque) est un mets traditionnel de la région du Labourd (Pays basque, Pyrénées-Atlantiques, France). Ce plat rustique, qui était servi les jours de foire, n'est pas vraiment codifié : il s'agit d'un émincé d’épaule de veau coupée en cubes, cuit avec des piments doux, des oignons et du piment d'Espelette.
Il est souvent associé à Espelette parce qu'un restaurateur-hôtelier de ce bourg le mit en avant sur sa carte et le fit connaître aux touristes et aux journalistes.
Il est couramment proposé chez les restaurateurs avec un vin charpenté de cette région, notamment l'irouléguy ou le madiran.

## Étymologie
Axoa vient du verbe français « hacher », il était écrit autrefois sous différentes formes comme haxa, haxoa et haxua d'Espelette.
Le verbe « hacher » se dit eho, txikitu ou txiki-txiki egin en basque, xehatu dans la Soule. En basque guipuscoan et navarrais, axoa est le chevreau de lait.